# Marlon Wehmeier
Marlon Wehmeier (* 1991 in Bad Oeynhausen) ist ein deutscher Sänger, Schauspieler und Musicaldarsteller. Er  ist der Sohn der Schriftstellerin Carla Berling.

## Karriere
Mit 17 Jahren stand er erstmals auf einer großen Bühne und war 2009 im Wiener Ronacher in der Deutschlandpremiere der Musicalfassung von Frank Wedekinds Frühlings Erwachen zu sehen.
Nach seiner Ausbildung an der Joop van den Ende Academy in Hamburg folgten Engagements im  deutschsprachigen Raum. 2014 und 2015 spielte er Riff Raff in der Rocky Horror Show beim Domplatz Open Air des Theater Magdeburg unter der Regie von Ulrich Wiggers. 2015 war er am Grenzlandtheater Aachen in Cabaret zu sehen, gefolgt von Hello, Dolly! im Jahr 2016.
Bei den Bad Hersfelder Festspielen übernahm er 2016 und 2017 unter der Regie von Cusch Jung die Rolle des Freddy in My Fair Lady. 2016 kreierte er am Theater St. Gallen unter der Regie von Andreas Gergen die Rolle des Jesus in der Welturaufführung von Don Camillo & Peppone, die ihn 2017 auch zurück ans Ronacher in Wien führte. Ebenfalls 2017 stand er dort in der konzertanten Fassung von Jesus Christ Superstar auf der Bühne.
2019 war er Teil der deutschen Erstaufführung von Elegies for Angels, Punks and Raging Queens am Admiralspalast Berlin. 2020 folgte ein Engagement am Theater Chemnitz, wo er bei der On Broadway Gala mitwirkte.
Seit 2017 ist Hamburg seine berufliche und private Heimat. Hier war er in mehreren deutschsprachigen Erstaufführungen zu erleben, darunter Kinky Boots unter der Regie von Jerry Mitchell, wo er sowohl Harry als auch Charlie Price spielte, sowie Tina - Das Tina Turner Musical unter der Regie von Phyllida Lloyd als John Carpenter. In Disneys Die Eiskönigin unter der Regie von Michael Grandage übernahm er mehrere Rollen, darunter Oaken, Hans aus dem Süden, Kristoff und Pabbie.
Von 2023 bis 2025 war er mit dem Chormusical Bethlehem von Dieter Falk unter der Regie von Gil Mehmert auf Arena-Tour unterwegs, bevor er im Dezember im Schmidts Tivoli in Rolf Zuckowskis Die Weihnachtsbäckerei als Vater auf der Bühne stand.
Neben seinen Engagements ist Marlon Wehmeier seit 2021 als Dozent tätig.
2025 ist er in St. Gallen als Marcel Grossmann und Sir Arthur Eddington in der Welturaufführung von Frank Wildhorns Einstein – A Matter of Time zu sehen.

## Stücke (Auswahl)
| Jahr        | Produktion                                        | Rolle                                          | Ort / Bühne                        |
| ----------- | ------------------------------------------------- | ---------------------------------------------- | ---------------------------------- |
| 2009        | Frühlings Erwachen (DSE)                          | Otto                                           | Ronacher Theater, Wien             |
| 2014 & 2015 | Rocky Horror Show                                 | Riff Raff                                      | Domplatz Open Air, Magdeburg       |
| 2014–2015   | Cabaret                                           | Bobby                                          | Grenzlandtheater Aachen            |
| 2015–2016   | Hello, Dolly!                                     | Ambrose Kemper                                 | Grenzlandtheater                   |
| 2016 & 2017 | My Fair Lady                                      | Freddy Eynsford-Hill                           | Bad Hersfelder Festspiele          |
| 2016        | Don Camillo & Peppone (UA)                        | Jesus                                          | Theater St. Gallen                 |
| 2017        | Don Camillo & Peppone                             | Jesus                                          | Ronacher Theater, Wien             |
| 2017        | Jesus Christ Superstar (konzertant)               | Priester                                       | Ronacher Theater, Wien             |
| 2017–2018   | Kinky Boots (DSE)                                 | Harry / Charlie Price                          | Stage Operettenhaus, Hamburg       |
| 2019–2020   | Tina! Das Tina Turner Musical (DSE)               | John Carpenter                                 | Stage Operettenhaus, Hamburg       |
| 2019        | Elegies for Angels, Punks and Raging Queens (DSE) | (unbekannt)                                    | Admiralspalast, Berlin             |
| 2020        | On Broadway Gala                                  | (Mitwirkung)                                   | Theater Chemnitz                   |
| 2021–2024   | Die Eiskönigin (DSE)                              | Oaken / Hans aus dem Süden / Kristoff / Pabbie | Stage Theater an der Elbe, Hamburg |
| 2023–2025   | Bethlehem (UA)                                    | Caspar                                         | Arena-Tour (diverse Städte)        |
| 2024        | Die Weihnachtsbäckerei                            | Vater                                          | Schmidts Tivoli, Hamburg           |
| 2025        | Einstein – A Matter of Time (UA)                  | Marcel Grossmann / Sir Arthur Eddington        | Theater St. Gallen                 |
| 2025        | Ronja Räubertochter (UA)                          | Fjosok                                         | Bad Hersfelder Festspiele          |